# Ariane Next
Ariane Next ist ein Projekt der französischen Weltraumagentur CNES zur Erarbeitung eines Konzepts für eine teilweise wiederverwendbare Trägerrakete. Sie könnte in den 2030er Jahren in Betrieb gehen und die seit 2024 in Betrieb befindliche Ariane 6 ablösen. Es wird angestrebt, durch Wiederverwendung der ersten Raketenstufe die Startkosten im Vergleich zur Ariane 6 zu halbieren. Dabei bezieht sich das Projekt auf bereits laufende Entwicklungen der ESA und der ArianeGroup für eine wiederverwendbare Raketenstufe.

## Technischer Aufbau

### Struktur und Antrieb
Unter den für Ariane Next vorgeschlagenen Architekturen wird ein System favorisiert, das dem der Falcon-9-Trägerrakete von SpaceX entspricht: eine wiederverwendbare erste Stufe, die nach Abtrennung von der zweiten Stufe zur Erde zurückkehrt und dort vertikal landet. In dieser ersten Stufe würden mehrere Raketenmotoren mit Flüssigtreibstoff verbaut. Ein solches Triebwerk ist bereits im Prometheus-Projekt der ESA in Entwicklung; es soll ein Gemisch aus Methan und flüssigem Sauerstoff verbrennen. Methan ist weniger effizient als Wasserstoff, mit dem das Vulcaintriebwerk der Ariane 6 angetrieben wird. Aber er kann bei höheren Temperaturen, nämlich bei −160 °C (113 K), als im Vergleich zu Wasserstoff, bei −253 °C (20 K) gelagert werden. Dadurch ist es möglich, die Tanks und die Versorgungskreisläufe leichter zu machen und zu vereinfachen. Methan verfügt über eine höhere Dichte als Wasserstoff, wodurch die Tanks kleiner ausfallen können. In der Trägerrakete würden sieben oder neun dieser Motoren für die erste Stufe und ein einzelner Motor für die zweite Stufe verbaut werden.

### Landesystem
Es werden verschiedene Systeme in Betracht gezogen. Dabei werden sowohl stationäre Systeme, die Teil der Infrastruktur des Landeplatzes sind, als auch in der Rakete integrierte Mechaniken in Erwägung gezogen. Aktuell konzentriert sich die Entwicklung auf ein On-Board-Fußsystem wie bei der Falcon 9.

### Konfigurationen
Es werden verschiedene Konfigurationen der Trägerrakete evaluiert. Es werden drei Versionen für verschiedene Missionen in Betracht gezogen:
- Eine Zwei-Stufen-Version
- Eine Version mit zwei kleinen Flüssigtreibstoff-Boostern
- Eine Version mit drei miteinander verbundenen ersten Stufen ähnlich zur Falcon Heavy

### Rückkehr zur Erde
Es werden verschiedene Systeme zur Steuerung des Wiedereintritts der ersten Stufe in die Atmosphäre geprüft:
- Gitterflossen wie an der ersten Stufe der Falcon 9
- Stabilisierungslamellen
- Luftdruckbremsung

## Vorläuferprojekte
Verschiedene technologische Modelle und Komponenten sollen nach und nach den Weg für eine wiederverwendbare europäische Trägerrakete ebnen:
- FROG ist ein kleines Demonstratormodell zum Testen der vertikalen Landung einer Raketenstufe. Mit FROG wurden im Jahr 2019 mehrere Flüge absolviert.[4]
- Prometheus: Neues europäisches Raketentriebwerk, das seit 2016 von Frankreich, der Schweiz, Italien, Belgien, Schweden und Deutschland entwickelt wird. Dieses Triebwerk soll einen kosteneffizienten und robusten Antrieb realisieren, der zudem weniger Wartung benötigt und schnell produziert werden kann.[5]
- Callisto: Eine experimentelle einstufige Rakete zur Wiederverwendung. Sie zielt darauf ab, die Grundlagen zu schaffen, die zur Fertigung einer wiederverwendbaren  Trägerrakete benötigt werden (Rückkehr zur Erde und Wiederinstandsetzung), sowie die Betriebskosten einer solchen Rakete abzuschätzen. Ein erster Flug ist für 2025 oder Anfang 2026 geplant.[6]
- Themis: Eine wiederverwendbare Unterstufe mit ein bis drei Prometheus-Raketentriebwerken. Sie soll voraussichtlich zwischen 2022 und 2025 fliegen. Am 22. Juni 2023 hat ein Demonstrator zusammen mit dem Prometheus Triebwerk einen wichtigen Test erfolgreich absolviert.[7]